# بودواو البحري
بودواو البحري هي بلدية جزائرية تقع في ولاية بومرداس.

## الملاعب
يضم إقليم هذه البلدية العديد من ملاعب كرة القدم، منها:
1. ملعب بودواو البحري (الإحداثيات: 36°46′17″N 3°23′08″E / 36.7714301°N 3.3855422°E)

## مواضيع ذات صلة
- بلديات ولاية بومرداس
- دوائر ولاية بومرداس